# 老新镇
老新镇，是中华人民共和国湖北省潜江市下辖的一个乡镇级行政单位。

## 行政区划
老新镇下辖以下地区：
老新社区、徐李社区、龚家湾村、棉条湾村、直路河村、边河村、安定村、刘场村、文成村、姚桥村、田李村、文安村、老新村、新星村、洪河村、农科村、潭沟村、秀河村、全心村、全福村、红卫村、关桥村、三台村、徐李村、三合村、记功村、徐场村、举子河村、红星村、三桥村、烈士村、赤生村、中心村和东荆林场生活区。